# إليز فانديريلست
إليز فاندريلست (من مواليد 27 يناير 1998) عداء مسافات متوسطة بلجيكيَّة، فازت بالميدالية الذهبية لسباق 1500 متر في بطولة أوروبا لألعاب القوى داخل الصالات 2021. مثلت بلجيكا في الألعاب الأولمبية الصيفية 2020، تتنافس في 1500 م.

## روابط خارجية
- إليز فانديريلست في موقع أوليمبيديا
- إليز فانديريلست في اللجنة الأولمبية الدولية